# NGC 1843
NGC 1843 é uma galáxia espiral (Sc) localizada na direcção da constelação de Orion. Possui uma declinação de -10° 37' 36" e uma ascensão recta de 5 horas, 14 minutos e 06,1 segundos.
A galáxia NGC 1843 foi descoberta em 17 de Janeiro de 1877 por Édouard Jean-Marie Stephan.